# USS Utah (BB-31)
L'USS Utah (codice e numero d'identificazione BB-31) è stata una nave da battaglia monocalibro della United States Navy, appartenente alla classe Florida e così nominata dall'omonimo stato degli Stati Uniti. Fu impostata dal New York Shipbuilding Corporation il 15 marzo 1909 ed entrò in servizio attivo il 15 settembre 1911. La nave era armata con una batteria principale di dieci cannoni da 305 mm, ripartita in cinque torri binate. La Utah e la Florida furono le prime navi ad arrivare durante lo sbarco statunitense a Veracruz, Messico, nel 1914, durante la Rivoluzione messicana. Le due corazzate inviarono a terra una squadra di sbarco che diede inizio all'occupazione della città. Dopo l'entrata in guerra degli Stati Uniti d'America nella prima guerra mondiale, la Utah fu di stanza a Berehaven, nella baia di Bantry, in Irlanda, dove proteggeva i convogli da potenziali incursori di superficie tedeschi. Per tutti gli anni venti del XX secolo, la nave effettuò numerose crociere di addestramento e manovre di flotta, e trasportò dignitari in tournée in Sud America due volte, nel 1924 e nel 1928. Nel 1931, la Utah fu smilitarizzata e convertita in nave bersaglio, ribattezzata AG-16, in conformità con i termini del trattato navale di Londra firmato l'anno precedente. Fu inoltre dotata di numerosi cannoni antiaerei di diverso tipo per addestrare i cannonieri della flotta. Servì in questi due ruoli per il resto del decennio e, alla fine del 1941, si trovava a Pearl Harbor, assegnata alla Pacific Fleet. Era in porto la mattina del 7 dicembre e, nei primi minuti dell' attacco giapponese a Pearl Harbor, fu colpita da due siluri, che causarono gravi infiltrazioni d'acqua nello scafo. La Utah si capovolse rapidamente e affondò; 58 uomini persero la vita, ma la stragrande maggioranza dell'equipaggio riuscì a mettersi in salvo. Il relitto è ancora nel porto e, nel 1972, un monumento commemorativo fu eretto vicino alla nave.

## Descrizione tecnica
La nave da battaglia monocalibra Utah era lunga 158,95 m fuori tutto, aveva una larghezza di 26,90 m e un pescaggio 8,69 m. dislocava 21.825 tonnellate lunghe (22.175 t) come da progetto e fino a 23.033 tonnellate lunghe (23.403 t) a pieno carico. La nave era alimentata da 4 turbine a vapore Parsons a quattro alberi da 28.000 shp (20.880 kW) e dodici caldaie Babcock & Wilcox a carbone. La velocità massima era pari a 20,75 nodi (38,43 km/h; 23,88 mph). La nave aveva un'autonomia di crociera di 5.776 miglia nautiche (6.650 miglia; 10.700 km) a una velocità di 10 nodi (19 km/h; 12 mph). L'equipaggio era formato da 1.001 tra ufficiali, sottufficiali e marinai.
La nave era armata con una batteria principale di dieci cannoni Mark 5 da 305/45 mm suddivisi in cinque torrette binate sulla linea centrale, due delle quali erano posizionate, una bassa e una in alto, a prua. Le altre tre torrette erano posizionate a poppa della sovrastruttura. L'armamento secondario era composto da sedici cannoni da 127/51 mm montati in casematte lungo il lato dello scafo. Vi erano inoltre due tubi lanciasiluri da 533 mm, installati nello scafo, sulla fiancata. La cintura corazzata principale era spessa 279 mm, mentre il ponte corazzato era spesso 38 mm. Le torri di grosso calibro avevano spessore frontale di 305 mm, mentre la torre di comando aveva lati spessi 292 mm.

## Servizio

### Dall'entrata in servizio al 1922

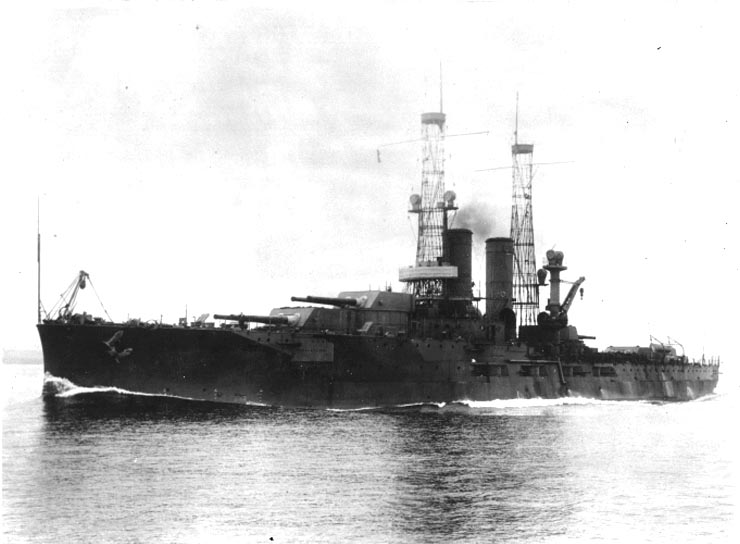
La Utah fotografata all'incirca nel 1911.

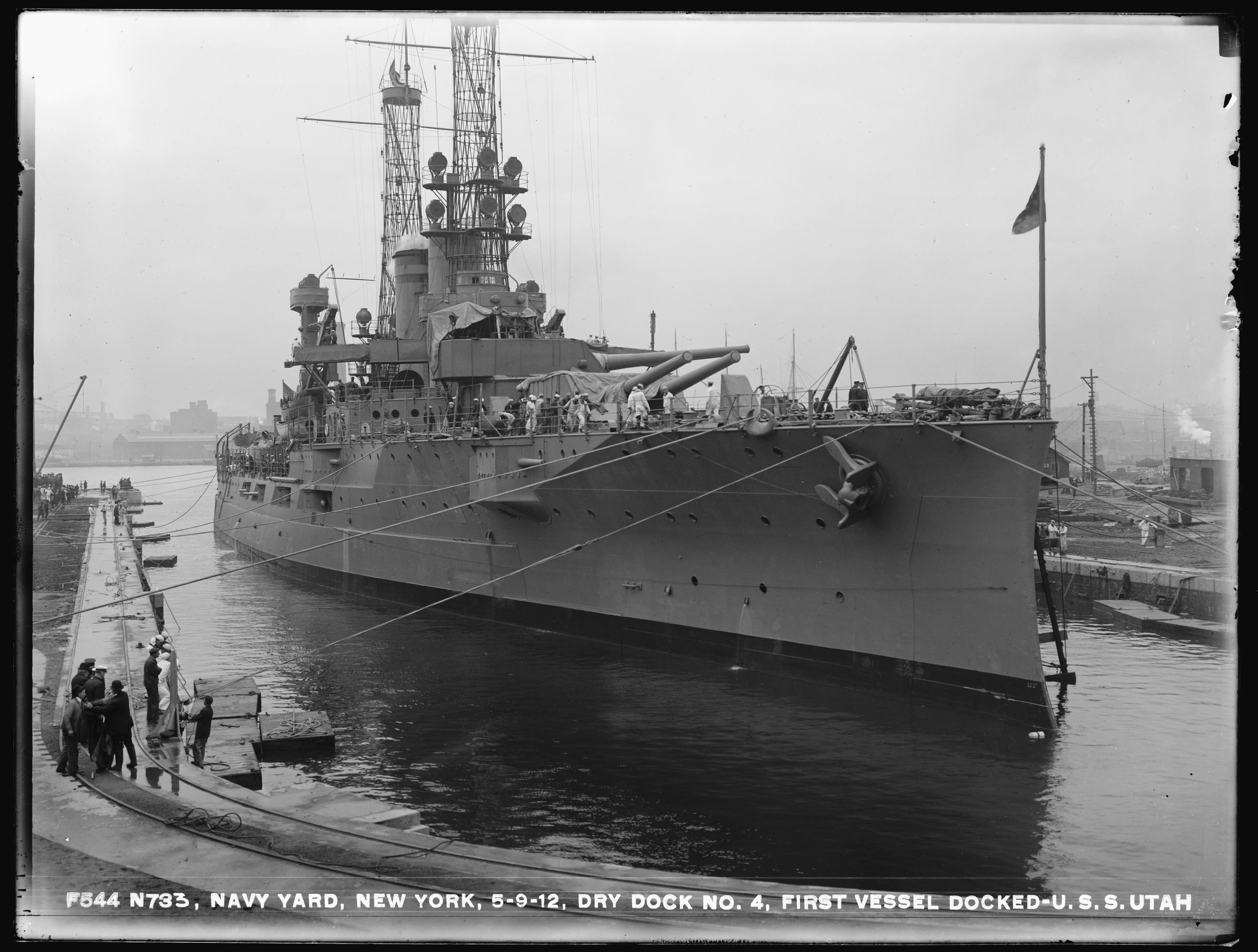
La Utah durante la prima guerra mondiale con il dazzle camouflage.

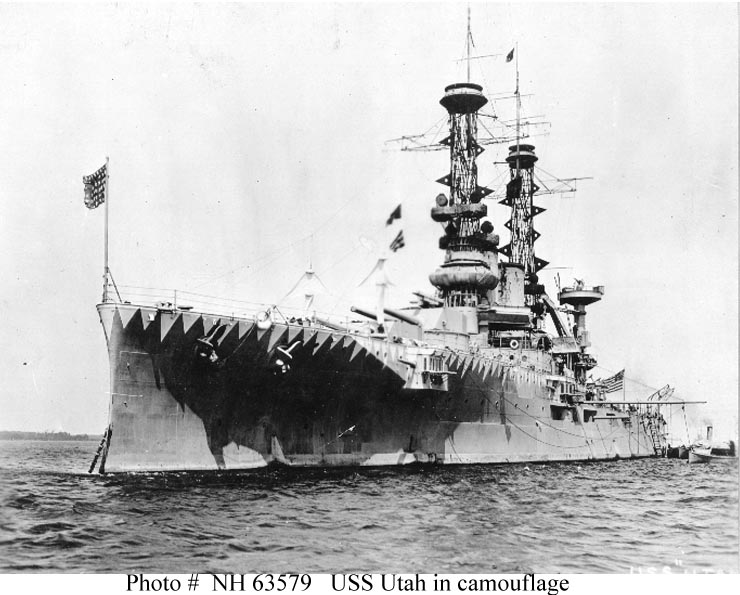
La Utah presso il New York Navy Yard nel 1912.

La nave da battaglia Utah fu impostata presso la New York Shipbuilding Corporation il 15 marzo 1909, varata il 23 dicembre 1909 ed entrò in servizio nell'US Navy il 31 agosto 1911. Effettuò la sua prima crociera che fece tappa ad Hampton Roads, all'isola di Santa Rosa (Florida), Pensacola, Galveston , Kingston (Giamaica) e alla base navale di Guantánamo, Cuba. Fu poi assegnata alla Atlantic Fleet nel marzo 1912, dopodiché partecipò ad esercitazioni di artiglieria e di difesa antisiluri. Subì una revisione presso il New York Navy Yard a partire dal 16 aprile. L'Utah' lasciò New York il 1 giugno e proseguì per Annapolis via Hampton Roads, arrivandovi il 6 giugno. Da lì, portò un equipaggio di cadetti della United States Naval Academy in una crociera di addestramento per guardiamarina al largo della costa del New England, che durò fino al 25 agosto. Poco dopo, la nave da battaglia si diresse verso i Southern Drill Grounds per condurre esercitazioni di tiro.
Per i due anni successivi, la Utah seguì una routine simile di esercitazioni di addestramento e crociere di guardiamarina nell'Oceano Atlantico. Durante il periodo dall'8 al 30 novembre 1913, la Utah effettuò una crociera atta a mostrare la bandiera nelle acque europee, che includeva una sosta a Villefranche-sur-Mer, in Francia. All'inizio del 1914, durante la rivoluzione messicana, gli Stati Uniti d'America decisero di intervenire nei combattimenti. Mentre il 16 aprile era in rotta verso il Messico, alla Utah fu ordinato di intercettare il piroscafo battente bandiera tedesca SS Ypiranga, che trasportava armi al dittatore messicano Victoriano Huerta. L'arrivo dell'Ypiranga a Veracruz spinse gli Stati Uniti a occupare la città; la Utah e la gemella Florida furono le prime navi americane sulla scena. Le due navi sbarcarono un contingente combinato di mille Marines e Bluejackets per iniziare l'occupazione della città il 21 aprile. il suo battaglione, 17 ufficiali e 367 marinai al comando del tenente Guy W. S. Castle, così come la sua guardia di fanteria, che faceva parte della improvvisata Prima Brigata di Fanteria, composta da distaccamenti di fanteria di altre navi giunte per dimostrare la determinazione americana. Nei tre giorni successivi, i Marines combatterono i ribelli in città e subirono 94 morti, uccidendo in cambio centinaia di messicani.
La nave da battaglia rimase al largo di Veracruz per due mesi, prima di tornare al cantiere navale di New York per una revisione a fine del mese di giugno.  Trascorse i successivi tre anni svolgendo la normale attività di addestramento con la Atlantic Fleet.  Il 6 aprile 1917, gli Stati Uniti entrarono nella prima guerra mondiale, dichiarando guerra alla Germania per la sua campagna di guerra sottomarina indiscriminata contro la Gran Bretagna. La Utah fu di stanza nella baia di Chesapeake per addestrare il personale di sala macchine e gli artiglieri per la flotta statunitense allora in rapida espansione fino al 30 agosto 1918, quando partì per la baia di Bantry, in Irlanda, con a bordo il viceammiraglio Henry Mayo, Comandante in Capo della Atlantic Fleet. Dopo l'arrivo in Irlanda, la Utah fu assegnata come nave ammiraglia della Battleship Division 6 (BatDiv 6), comandata dal contrammiraglio Thomas Slidell Rodgers. La BatDiv 6 aveva il compito di proteggere i convogli nei Western Approaches da possibili attacchi da parte di incursori di superficie tedeschi. La Utah prestò servizio nella divisione insieme alla Nevada e alla Oklahoma.
Dopo la fine della guerra nel novembre 1918, la Utah visitò l'isola di Portland in Gran Bretagna e scortò il transatlantico George Washington a dicembre, che trasportava il presidente Woodrow Wilson a Brest, in Francia, per i negoziati di pace postbellici a Versailles.  L'Utah lasciò Brest il 14 dicembre e arrivò a New York il 25 dello stesso mese.  Rimase lì fino al 30 gennaio 1919, dopodiché tornò alla normale routine del tempo di pace di esercitazioni della flotta e crociere di addestramento.  Il 9 luglio 1921 partì per l'Europa, fermandosi a Lisbona, in Portogallo, e Cherbourg, in Francia.  Dopo l'arrivo, divenne l'ammiraglia delle navi da guerra americane in Europa, e continuò a ricoprire questo ruolo fino a quando non fu sostituita dall'incrociatore corazzato Pittsburgh nell'ottobre 1922.

### Dal 1922 al 1941

La Utah mentre attraversa lo stretto di Magellano.

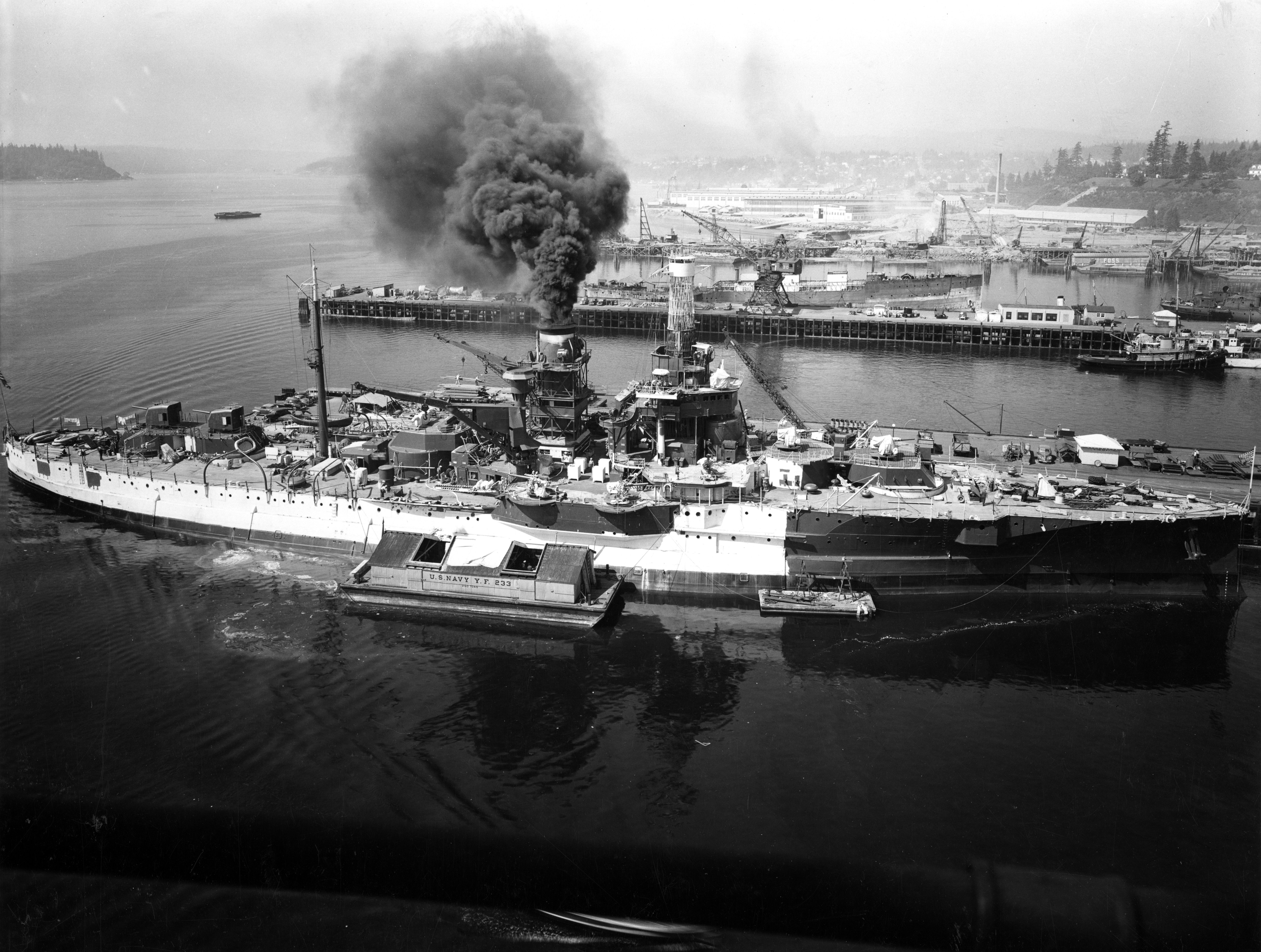
Lo scafo della Utah mentre viene dipinto durante la sua revisione del 1941 al Puget Sound Naval Shipyard in fase di completamento.

Ritornò negli Stati Uniti il 21 ottobre, riprendendo l'incarico di nave ammiraglia della Battleship Division 6 (BatDiv 6). All'inizio del 1924, prese parte alle manovre Fleet Problem III, dove lei e la Florida agirono come sostituti delle nuove corazzate classe Colorado. Più tardi quello stesso anno, fu scelta per trasportare la missione diplomatica statunitense alla celebrazione del centenario della battaglia di Ayacucho del 9 dicembre, che aveva avuto luogo in quella data nel 1824. Lasciò New York il 22 novembre con a bordo il General of the Armies John Pershing e l'ex membro del Congresso Frederick Charles Hicks per una visita di cortesia nel Sud America; l''Utah arrivò a Callao, in Perù, il 9 dicembre. Al termine del giro di Pershing, la Utah lo incontrò a Montevideo, in Uruguay, e poi lo portò in altri porti, tra cui Rio de Janeiro, in Brasile, La Guaira, in Venezuela, e L'Avana, a Cuba. Il tour si concluse definitivamente quando la Utah riportò Pershing a New York il 13 marzo 1925. La nave da battaglia condusse crociere di addestramento per guardiamarina durante l'estate del 1925, ed entrò nel bacino di carenaggio presso il Boston Navy Yard il 31 ottobre 1925 per un ciclo di lavori di ammodernamento. Furono sostitute le caldaie a carbone con quattro a petrolio White-Forster che erano state rimosse dalle corazzate e dagli incrociatori da battaglia demoliti a seguito del trattato navale di Washington, mentre il suo albero a traliccio di poppa fu sostituito con un albero a palo. La Utah aveva anche una catapulta montata sulla sua torre di grosso calibro numero 3 insieme a gru per la movimentazione di idrovolanti.
La nave rientrò in servizio attivo il 1° dicembre, dopodiché prestò servizio con la Scouting Fleet. Lasciò Hampton Roads il 21 novembre 1928 per un'altra crociera in Sud America. Questa volta, raccolse il presidente eletto Herbert Hoover e sua moglie, l'onorevole Henry T. Fletcher, ambasciatore in Italia; e alcuni membri della stampa, a Montevideo e li trasportò a Rio de Janeiro a dicembre, per poi riportarli negli Stati Uniti, arrivando a Hampton Roads il 6 gennaio 1929. Secondo i termini del trattato navale di Londra del 1930, la Utah fu convertita in una nave bersaglio radiocomandata, per sostituire la più vecchia North Dakota,  di conseguenza il 1° luglio 1931 venne rinominata AG-16. Tutte le sue armi primarie e secondarie furono rimosse, sebbene le sue torrette rimanessero ancora al loro posto. La catapulta e i tubi lanciasiluri, aggiunti nel 1925, vennero rimossi, e i lavori di conversione furono completati entro il 1° aprile 1932, quando la Utah fu rimessa in servizio al comando del capitano Randall Jacobs.
Il 7 aprile lasciò Norfolk per le prove in mare al fine di addestrare l'equipaggio della sala macchine e testare l'apparecchiatura di radiocomando. La nave poteva essere controllata a velocità variabili e nei cambi di rotta: manovre che una nave avrebbe eseguito in battaglia. I suoi motori elettrici, azionati da segnali provenienti dalla nave guida, aprivano e chiudevano le valvole a farfalla, muovevano il timone e regolavano l'alimentazione di olio alle sue caldaie. Inoltre, un sistema di giroscopi Sperry manteneva la nave in rotta. Superò le prove di radiocomando il 6 maggio e il 1° giugno la nave fu utilizzata per 3 ore sotto controllo radio. Il 9 giugno lasciò nuovamente Norfolk, diretta a San Pedro, dove si unì al Training Squadron 1, Base Force, United States Fleet. A partire dalla fine luglio, la nave iniziò il suo primo turno di servizio come bersaglio, prima per gli incrociatori della Pacific Fleet e poi per la corazzata Nevada, con la Utahal comando dei cacciatorpediniere Stoddert  e Talbot. Continuò a svolgere questo ruolo per i successivi nove anni; partecipò all'esercitazione Fleet Problem XVI nel maggio 1935, durante il quale servì come trasporto per un contingente di Marines. Nel giugno, la nave fu modificata per addestrare i cannonieri dei pezzi antiaerei oltre ai suoi compiti di nave bersaglio. Per svolgere questo compito, fu equipaggiata con un nuovo cannone antiaereo da 1.1"/75 calibro 28 mm in un supporto quadruplo per test sperimentali e sviluppo del nuovo tipo di arma.
La Utah tornò nell'Atlantico per partecipare all'esercitazione Fleet Problem XX nel gennaio 1939 e, alla fine dell'anno, si addestrò con il Submarine Squadron 6. Ritornò quindi nel Pacifico, arrivando a Pearl Harbor il 1° agosto 1940. Lì, svolse addestramento di artiglieria antiaerea fino al 14 dicembre, quando partì per Long Beach, in California, arrivandovi il 21 dicembre. Lì, servì come bersaglio per gli aerei da bombardamento delle portaerei Lexington, Saratoga ed Enterprise. Ritornò a Pearl Harbor il 1° aprile 1941, dove riprese l'addestramento di artiglieria antiaerea. Il 20 maggio si diresse verso Los Angeles per trasportare un contingente di Marines della Fleet Marine Force a Bremerton, Washington, dopodiché  il 31 maggio entrò nel Puget Sound Naval Shipyard, dove fu revisionata. Furono installati nuovi cannoni a doppio scopo 5in/38 calibro 127 mm in installazioni singole per migliorare la sua capacità di addestrare i serventi ai pezzi antiaerei. Lasciò Puget Sound il 14 settembre, diretta a Pearl Harbor, dove riprese i suoi normali compiti per il resto dell'anno.

### L'attacco a Pearl Harbor

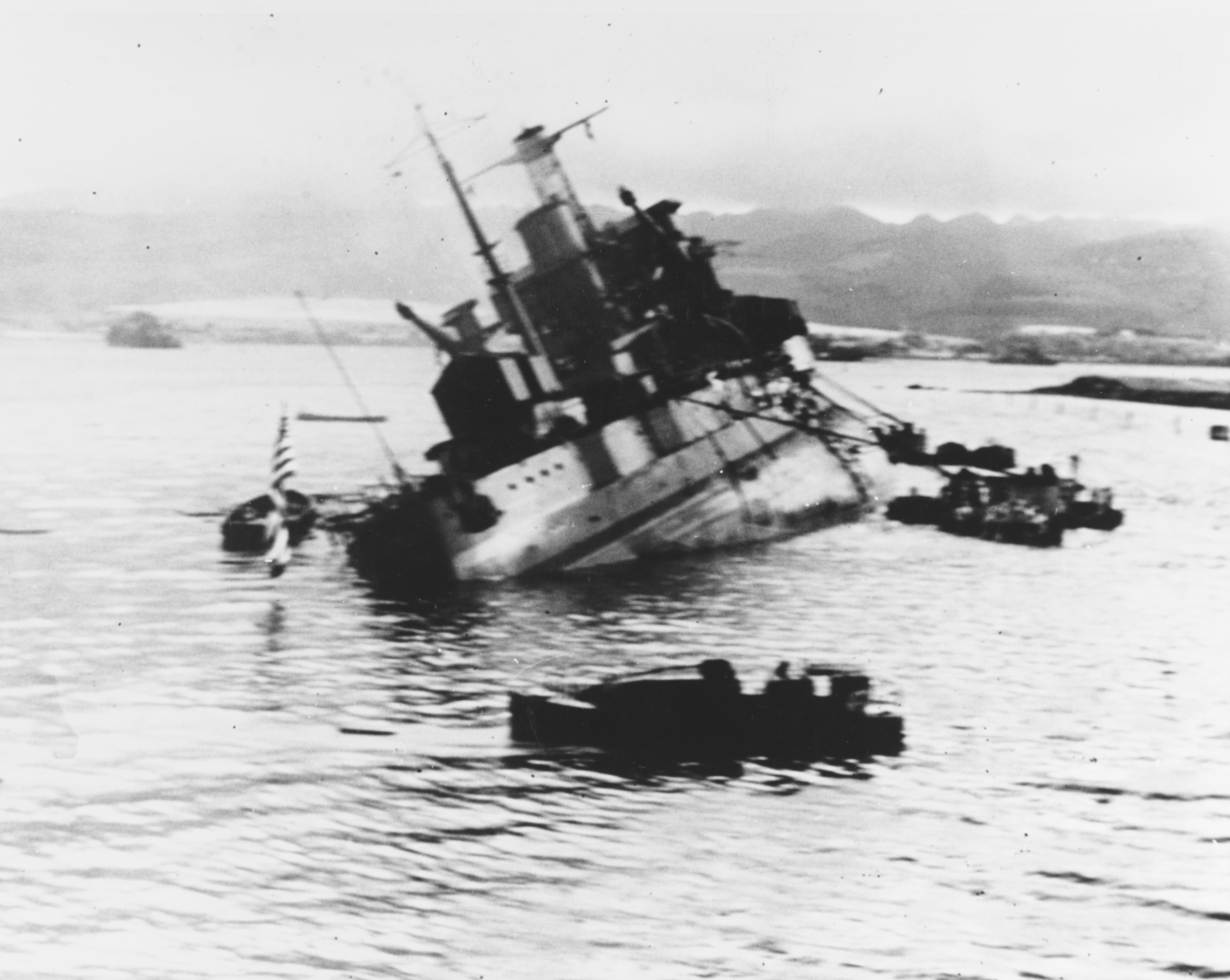
La Utah si capovolge durante l'attacco di Pearl Harbor.

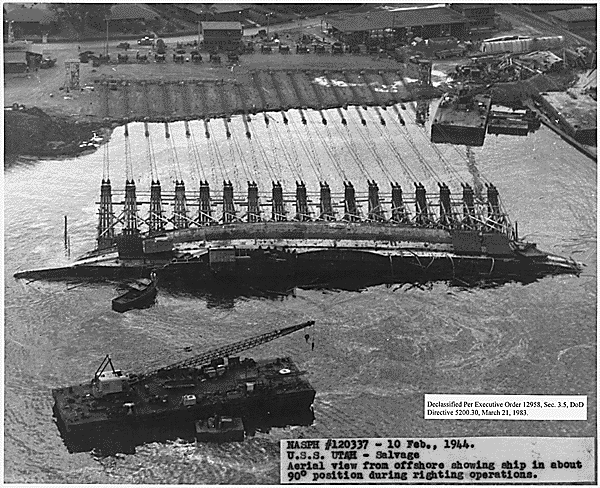
Lo scafo della Utah durante il fallito tentativo di raddrizzamento.

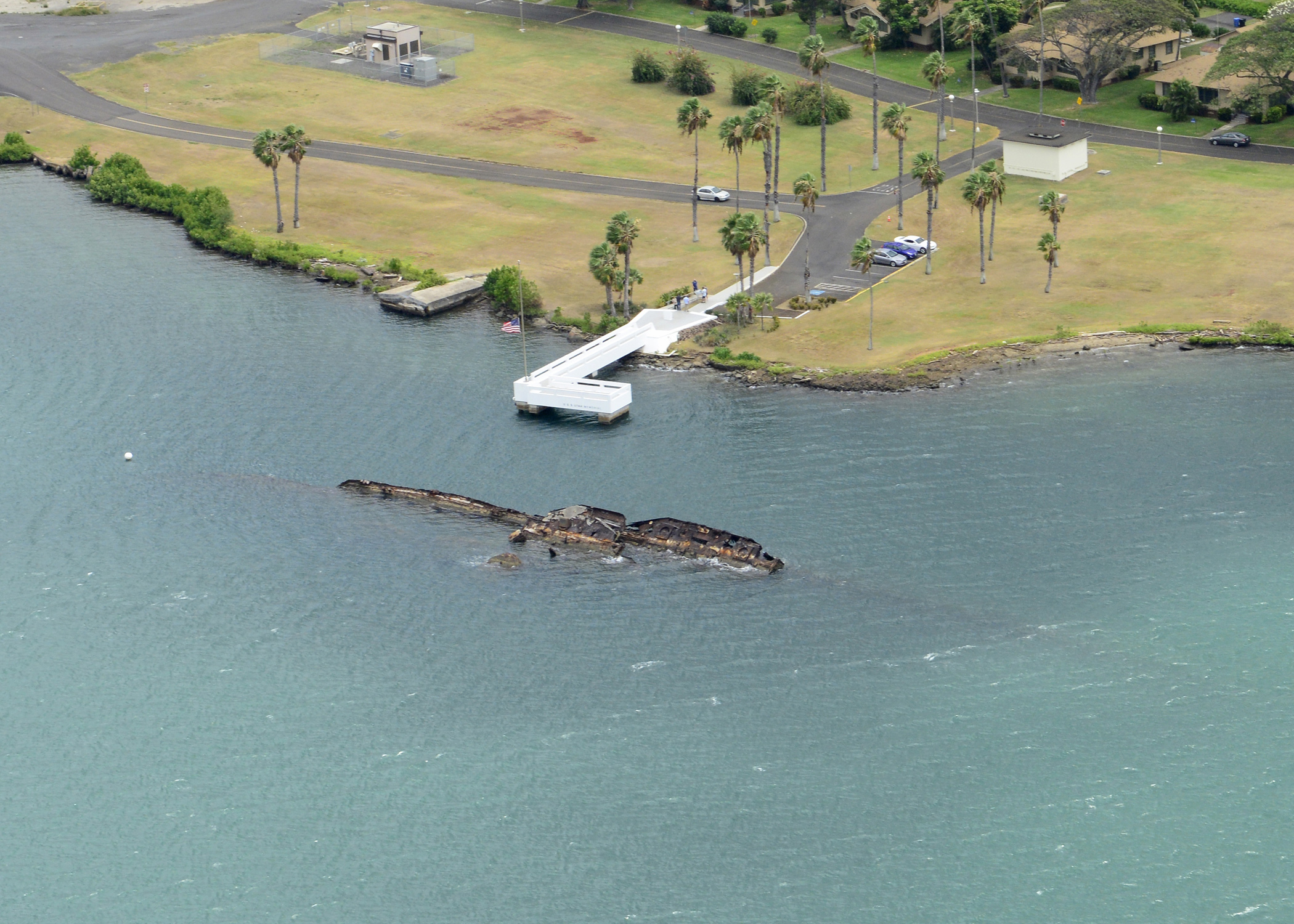
Vista aerea dello scafo capovolto della Utah.

All'inizio di dicembre del 1941, la Utahera ormeggiata al largo dell'isola Ford, all'ormeggio F-11, dopo aver completato un altro ciclo di addestramento antiaereo. Prima dell'attacco i comandanti giapponesi Minoru Genda e Mitsuo Fuchida avevano dato espresso ordine di ignorare la Utah, non ritenendola di alcun valore bellico. Poco prima delle 8:00 del mattino del 7 dicembre, alcuni membri dell'equipaggio a bordo della Utah osservarono i primi aerei giapponesi avvicinarsi per attaccare le navi all'ormeggio, ma pensarono che fossero aerei americani. I giapponesi iniziarono l'attacco poco dopo, con le prime bombe che caddero vicino a una rampa per idrovolanti sulla punta meridionale dell'isola Ford. Contemporaneamente, sedici aerosiluranti Nakajima B5N2 delle portaerei giapponesi Sōryū e Hiryū sorvolarono Pearl City, avvicinandosi al lato occidentale dell'isola Ford. Gli aerosiluranti erano alla ricerca delle portaerei americane, che di solito erano ancorate dove quella mattina era ormeggiata la Utah. I comandanti di squadriglia identificarono correttamente la nave bersaglio decidendo di ignorarla e attaccare il molo 1010. Tuttavia sei dei B5N della Sōryū guidati dal tenente Tamotsu Nakajima si mossero per attaccare la Utah, non riconoscendo che le forme sopra le barbette non erano torrette, ma scatole che coprivano buchi vuoti. Sei siluri furono lanciati contro la nave bersaglio, e due di loro colpirono la Utah mentre un altro mancò il bersaglio e colpì l'incrociatore Raleigh. L'attacco alla Utah fece infuriare notevolmente il tenente Heita Matsamura della Hiryū che attribuì la cosa all'inesperianza di Nakajima.
Si aprì una grave infiltrazione  e l'acqua iniziò rapidamente ad entrare all'interno, con la Utah iniziò a inclinarsi a sinistra e ad affondare di poppa. Mentre l'equipaggio iniziava ad abbandonare la nave su ordine del comandante Solomon Isquith, il capo guardiamarina Petar Herceg rimase sottocoperta per garantire che il maggior numero possibile di uomini potesse fuggire e per mantenere in funzione i macchinari vitali il più a lungo possibile; ricevette postuma la Medal of Honor per le sue azioni. Un altro uomo, il fuciliere di 2a classe John B. Vaessen, V-6, USNR, rimase al suo posto nella sala dinamo, assicurandosi che la nave avesse abbastanza energia per mantenere accese le luci il più a lungo possibili, venendo successivamente insignito della Navy Cross. Alle 08.05 l'inclinazione aveva raggiunto i 40°, e alle 08:12 la Utah si rovesciò su un fianco, mentre i membri dell'equipaggio che erano riusciti a fuggire nuotarono verso la riva. Quasi immediatamente dopo aver raggiunto la riva, l'ufficiale superiore a bordo della nave, il comandante Solomon Isquith, sentì bussare gli uomini intrappolati nella nave capovolta. Chiamò dei volontari per procurarsi una fiamma ossidrica dall'incrociatore Raleigh anch'esso gravemente danneggiato per tentare di liberare gli uomini intrappolati. Mentre le bombe giapponesi cadevano su Pearl Harbor, il macchinista Stanley A. Szmanski guidò un'eroica missione di salvataggio per aprire un varco nello scafo della Utah con una fiamma ossidrica; i soccorritori riuscirono a salvare quattro uomini. In totale, 58 ufficiali e marinai rimasero uccisi, mentre 461 sopravvissero all'affondamento.
Il 29 dicembre la Marina dichiarò la Utah in stato di assetto ordinario e la pose sotto l'autorità della Pearl Harbor Base Force. Dopo il raddrizzamento riuscito (rotazione in posizione verticale) della capovolta Oklahoma, si tentò di raddrizzare la Utah con lo stesso metodo di parbuckling utilizzando 17 verricelli. Le operazioni preliminari iniziarono nel gennaio 1943, e quelle effettive di recupero all'inizio del 1944. Durante la rotazione,la Utah non afferrò il fondale del porto e scivolò verso l'isola Ford. Il tentativo di recupero della nave fu definitivamente abbandonato nel marzo 1944, dato che a differenza delle corazzate affondate nella Battleship Row, non aveva alcun valore militare, con la Utah ruotata di 38° gradi rispetto all'orizzontale.
Fu formalmente messa fuori servizio il 5 settembre 1944 e poi radiata dal Naval Vessel Register il 13 novembre. La Utah ricevette una Battle Star per il suo breve servizio durante la seconda guerra mondiale. 
Nel 1956 fu studiato un nuovo piano di recupero dell'unità a cura del comandante del 4° Distretto navale. Il costo per per la rimozione del relitto era previsto in 4.000.000 di dollari, con due anni di lavori, ma non vi erano fondi disponibili al momento.
Il suo scafo arrugginito rimane a Pearl Harbor, parzialmente sopra l'acqua; i corpi degli uomini uccisi quando la Utah affondò non furono mai rimossi dal relitto e, come tale, è considerata una tomba di guerra.

### Memoriale

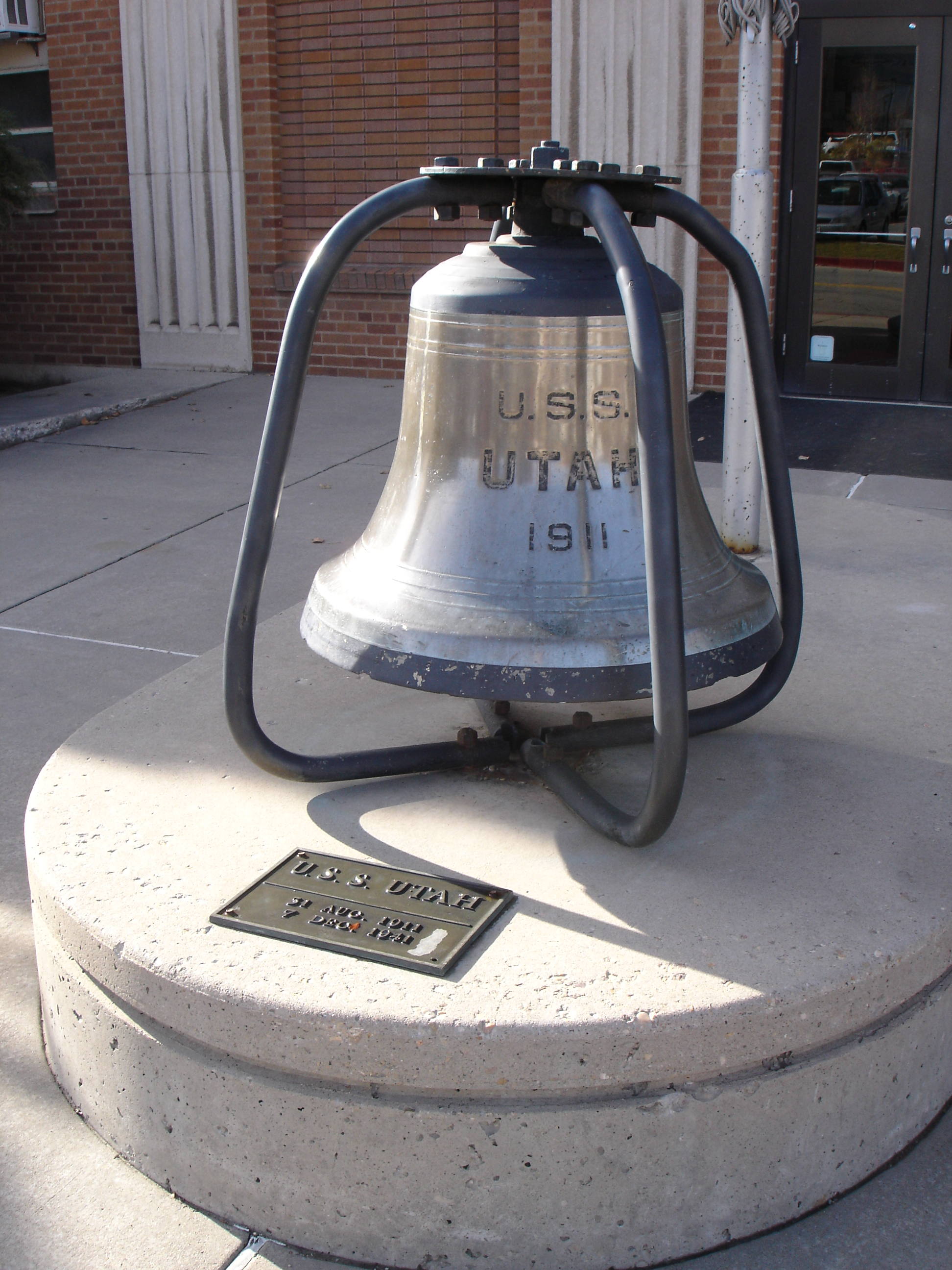
La campana della Utah esposta presso l'Università dello Utah.

Intorno al 1950, due monumenti commemorativi furono collocati sul relitto, dedicati agli uomini dell'equipaggio della nave che persero la vita nell'attacco a Pearl Harbor. Il primo è una targa sul molo a nord della nave, e il secondo è una targa che fu posta sulla nave stessa. Nel 1972, su iniziativa del Senatore dello Stato dell'Utah Moss, un monumento commemorativo più grande fu eretto appena al largo di dell'isola Ford, vicino al relitto affondato, che ora fa parte del Pearl Harbor National Memorial. Il monumento è costituito da una passerella di 21 metri in cemento bianco, che si estende dall'isola Ford fino a una piattaforma di 12,2 metri di fronte alla nave, dove si trovano una targa in ottone e un'asta portabandiera. Il monumento si trova sul lato nord-ovest dell'isola Ford ed è accessibile solo alle persone con identificazione militare. Una guardia d'onore sorveglia il relitto. Il 9 luglio 1988, la Utah e la Arizona, l'altro relitto rimasto nel porto, furono candidati per essere aggiunti al National Historic Landmark. Entrambi i relitti furono aggiunti all'elenco il 5 maggio 1989. A partire dal 2024, diciassette ex membri dell'equipaggio che erano a bordo della Utah al momento del suo affondamento sono stati cremati e le loro ceneri sono state sepolte nel relitto.
Reliquie della nave sono conservate anche nell'edificio del Campidoglio dello Utah; tra gli oggetti esposti ci sono pezzi del servizio d'argento della nave e l'orologio del capitano. La campana della nave è stata esposta all'Università dello Utah vicino all'ingresso del Naval Science Building dagli anni '60 fino al 2016, quando è stata prestata al Naval War College. È stata poi inviata al Naval History and Heritage Command di Richmond, in Virginia, per lavori di conservazione. Dopo il restauro, la campana è stata restituita all'Università dello Utah il 7 dicembre 2017 ed è attualmente esposta all'interno del Naval Science Building.

### Annotazioni
1. ↑  Figlia del governatore dello Stato dello Utah William Spry. Vestita con un cappotto bianco bordato di pelliccia, sbatté una bottiglia di champagne contro lo scafo, gridando: "Ti battezzo Utah. Buona fortuna!".
2. ↑  Nei combattimenti che seguirono, in cui si distinsero gli uomini del battaglione di marinai della Utah, sette di loro furono insigniti della Medal of Honor. Tra questi sette c'erano il tenente Castle, comandante di battaglione; i comandanti di compagnia Oscar C. Badger e Paul F. Foster; i capitani di torretta Niels Drustrup e Abraham Desomer, comandanti di sezione; il capo cannoniere George Bradley; e il nostromo Henry N. Nickerson.

### Fonti
1. 1 2 3 4 5 6 7 8 9 10 11 12 13 14 15  Navsource.
2. 1 2 3 4 5 6 7 8 9 10 11 12 13 14  Gardiner 1985, p. 114.
3. 1 2 3 4 5 6 7 8 9 10 11 12 13 14 15 16 17 18 19 20 21 22 23 24 25 26 27 28 29 30 31 32 33 34 35 36 37 38 39 40 41 42 43 44  Naval History and Heritage Command.
4. 1 2  USS Utah.
5. ↑  Jones 1998, p. 92.
6. ↑  Jones 1998, p. 102.
7. ↑  Nofi 2010, p. 26.
8. ↑  Nofi 2010, p. 197.
9. 1 2 3 4 5 6  Martinez 1989, p. 44.
10. ↑  Zimm 2011, p. 159.
11. 1 2 3 4 5 6 7 8  Martinez 1989, p. 46.
12. ↑  USS Utah.
13. 1 2 3 4  Utah State History.
14. 1 2  Martinez 1989, p. 48.
15. ↑  Nalty 1999, p. 35.
16. 1 2  Naval History and Heritage Command.
17. 1 2  Commander Navy Region Hawaii.
18. ↑  Martinez 1989, p. 171.
19. ↑  KSL.